# Двойных, Захар Яковлевич
Захар Яковлевич Двойных (1879—1946) — революционер большевик, первый председатель Бийского Совета рабочих депутатов (1917—1918 гг.).

## Биография
Родился в селе Ивановское Курской губернии в крестьянской семье. С 14 лет работал на машиностроительных заводах Украины (в Сумах, Киеве, Харькове). В это время познакомился с социалистическими идеями, участвовал в стачках рабочих. В 1898 г. уехал в Сибирь на строительство Транссибирской магистрали, затем работал в Красноярске слесарем в железнодорожных мастерских, машинистом паровоза.
Член РСДРП с 1903 г, участник революционных событий 1905 г. в Красноярске (см. Красноярская республика), после подавления восстания был арестован и около 3 лет провёл в Александровском централе. По освобождению в 1907 г. был сослан в Бийск, где находился под гласным надзором полиции. Занимался развитием РСДРП в городе. После Октябрьской революции 1917 г. власть в городе взял Совет рабочих депутатов, председателем которого был избран. Руководил отрядом бийских красногвардейцев при обороне Барнаула от белочехов.
После взятия Бийска Белой армией (июнь 1918 г.) вновь арестован, отправлен в тюрьму на Дальний Восток. В январе 1919 г. бежал из тюрьмы к забайкальским красным партизанам. В 1920—1922 гг. был председателем народно-революционного комитета города Сретенска Дальневосточной республики. В 1923 г. вернулся в Бийск, работал председателем Рабоче-крестьянской инспекции, на других должностях. В 1928 г. награждён высшей наградой страны в то время — орденом «Красное Знамя».
Автор воспоминаний «Путь краснознаменца большевика» (1934 г.) и «Таёжные партизаны» (1936 г.). Последние годы жизни провёл в «Доме ветеранов революции» под Москвой.

## Память
В честь Захара Двойных в Бийске был переименован переулок Базарный (теперь переулок Двойных). Находится в историческом центре города между улицей Льва Толстого и улицей Революции.

## Книги
- Двойных З. Путь краснознаменца большевика — М.: Старый большевик, 1934. — 174 с.
- Двойных З. Таёжные партизаны — М.: Молодая гвардия, 1936. — 191 с.